# ピサの斜塔
ピサの斜塔（ピサのしゃとう、イタリア語: Torre di Pisa）は、イタリアのピサ市にあるピサ大聖堂の鐘楼であり、世界遺産「ピサのドゥオモ広場」を構成する観光スポットである。高さは地上55.86m、階段は296段あり、重量は14,453t、地盤にかかる平均応力は50.7tf/m2と見積もられている。一時傾斜の増大と倒壊の危惧があったがその後の処置により、当分問題ないと判断されている（後述）。定刻ごとに鳴る鐘の音は、備え付けられている鐘を実際に鳴らすと傾斜に影響を及ぼす恐れがあるため、スピーカーから流されている。ガリレオ・ガリレイの実験への異端審問の弾圧についてローマ法王が詫びの公式声明を塔の頂上で行った事も有名。

## 傾斜の原因
1990年の改修工事前に行われた地質調査によると、傾斜の原因は地盤の土質が極めて不均質であった事である。南側の土質が相対的に柔らかかったので年月を経る内に傾き始め、それにより回転モーメントが増大してますます地盤に対する負担が大きくなり、最終的に塔の南側が大きく沈下するという事態に陥ったのである。
工期は第1工期が1173年 - 1178年、第2工期が1272年 - 1278年、第3工期が1360年 - 1372年で、工期間隔が非常に長い。これは1173年8月9日の着工時には鉛直であったが、第1工期後には既に塔が傾き始めた事による。第2工期でその傾斜を修正しつつ建設が再開されたものの、その傾きはなおも止まらず、第3工期を迎えたのである。傾斜が修正できなかった為、最上階層のみ鉛直に建てられている。オリジナルの建築計画上では現在あるものよりも遥かに高い鐘楼ができる予定であったというが、結果的には世界で最も有名な不等沈下の事例として現在もその姿を保つことができた。

## 傾斜の克服
1935年、地下水が地盤を柔らかくしてしまうのを防ぐため薬液を注入して地下水の浸入を止めようとする応急処置がとられた。しかし地盤は鋭敏比（詳細は土質力学の項を参照）が非常に高く、攪乱によって強度が著しく低下し、沈下は更に進んでしまった。1960年代に現地の地下水汲み上げによって地下水位が下がり、傾斜進行という危機を迎える。1964年2月27日、イタリア政府はピサの斜塔を崩壊から回避するための支援を求めた。
1990年1月7日、安全上の問題により公開を休止し、傾斜角を是正するために改修工事が行われた。当初は沈み込んだ側と反対の北側に重りを載せてバランスをとろうとしたが解決には至らなかった。改修工法には世界各国の建設会社から様々な提案がなされ、薬液を注入して地盤改良を行うなどの案もあったが、透水性の低い粘土層への注入は難しく、強引に注入すれば攪乱が起こり前述の鋭敏比の問題は避けられなかった。北側の地盤を掘削する工法が採られた。最大5.5度傾いていたが、工事によって約3.97度に是正されている。2001年6月16日、10年間にわたる作業が終了し公開は再開された。
2008年5月28日、監視担当のエンジニアで地質学者でもあるミケレ・ジャミオルコウスキ教授により、少なくともあと300年は倒れる危険がないとの見解が示されている。

## 見学
かつては一時立ち入り禁止となった時期もあったものの現在では塔が安定したため有料で最上階まで階段で登れる。ただし混雑するために人数制限があり、入場券の枚数は限られている。また、通路が狭いので大きな荷物は持ち込めない。

## ギネス世界記録掲載
長らく世界中で最も傾斜している建物と認識されていたが、ギネス世界記録は15世紀に建造されたドイツ北西部エムデンの付近にある教会の尖塔（ズールフーゼンの斜塔）の方が傾斜していると判定した。2009年のギネスブックからはピサの斜塔に代わって掲載されるとされた。
2010年6月にはアラブ首長国連邦アブダビにあるキャピタルゲートビル（35階建てビル）が傾斜角約18度であるとしてギネス世界記録に認定された。ただし、ピサの斜塔と違いこちらは意図的に傾斜させている。

## 登場作品
『ルパン三世（第2シリーズ）』(1977)
第6話「ピサの斜塔は立っているか」にて地震発生装置でピサの斜塔を倒すという脅迫が行われる。結果的には垂直に直ってしまうが、ラストシーンでまた元に戻る。
『スーパーマンIII/電子の要塞』(1983)
模造クリプトナイトで悪の心を持ったスーパーマンが、ピサの斜塔を垂直に直してしまう。
『古代王者 恐竜キング Dキッズ・アドベンチャー』(2007)
イタリアに出現したパキケファロサウルスがピサの斜塔に頭突きをして傾斜を直してしまうシーンがある。これに深い印象を受けた柳田理科雄は自らの著書空想科学読本の6巻にて、ピサの斜塔を地面と垂直に立たせるために必要なパキケファロサウルスのスピードを計算している。
『キン肉マン』（2014）
完璧超人始祖・ガンマンが垂直に直したことでリングが出現し、悪魔六騎士の一人・スニゲーターと戦った。
同作においてはピサは完璧超人始祖の「始まりの地」で、彼らが数千回に渡って下等超人を弑逆した闘技場があり、その後に人間が建てた塔は不完全故に傾いたという。
『ラブライブ！サンシャイン!! The School Idol Movie Over the Rainbow』(2018)
映画前売り券の第1弾ビジュアル 国木田花丸ver.にて登場。
『ゾンビランド:ダブルタップ』（2019）
イタリアの生存者・マッテオがピサの斜塔をジャッキでさらに傾けて倒壊させ、ゾンビを下敷きにする。